# Robert Grosvenor, 1. Marquess of Westminster

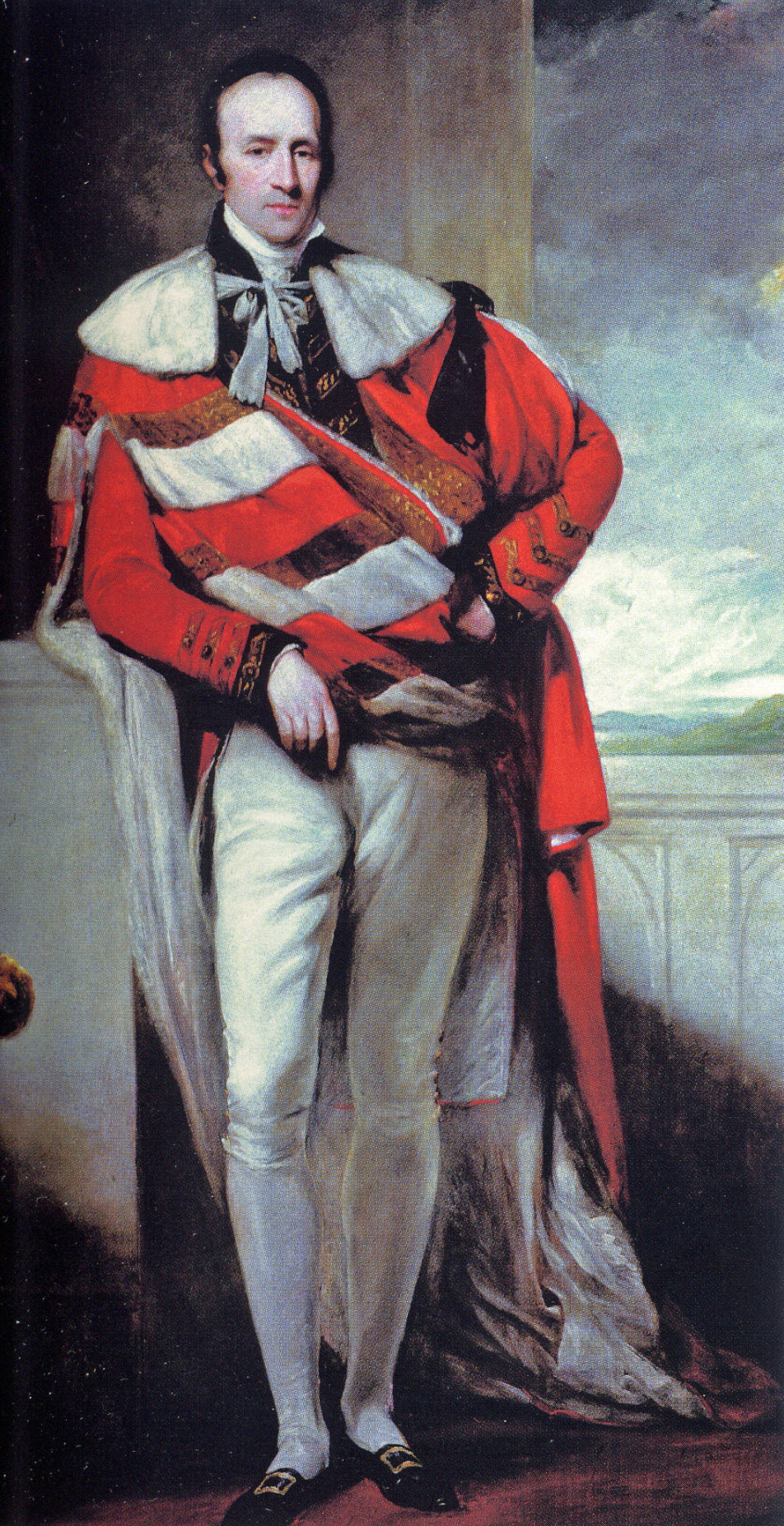
Robert Grosvenor, 1. Marquess of Westminster

Robert Grosvenor, 1. Marquess of Westminster, KG (* 22. März 1767 in London; † 17. Februar 1845 in Eaton Hall, Cheshire) war ein britischer Peer und Politiker. Er war der Sohn von Richard Grosvenor, 1. Earl Grosvenor, dem er 1802 als Earl Grosvenor folgte. 1831 wurde er Marquess of Westminster. Er war Abgeordneter des britischen House of Commons (MP) und später Mitglied des House of Lords sowie ein Vorfahre der heutigen Dukes of Westminster. Grosvenor ließ die Anwesen der Familie in London ausbauen sowie das Landhaus der Familie, Eaton Hall in Cheshire, wieder aufbauen und dessen Gärten wiederherstellen. Außerdem baute er eine neue Residenz in London, das Grosvenor House. Er vergrößerte das Vermögen der Familie durch den Ankauf von Kunstwerken und durch Pferdezucht und -rennen.

## Persönlicher Werdegang
Robert Grosvenor war der dritte Sohn und einziges überlebendes Kind von Richard Grosvenor, 1. Earl Grosvenor. Als Heir apparent seines Vaters trug er ab 1784 den Höflichkeitstitel Viscount Belgrave. Seine Ausbildung erhielt er an der Westminster School, in Harrow und am Trinity College in Cambridge, wo er 1786 einen Abschluss als Master of Arts machte. Sein privater Tutor war der Dichter William Gifford. Von 1786 bis 1788 machte er gemeinsam mit Gifford die Grand Tour. Gifford beschrieb Grosvenor als höchst liebenswerten und vollendeten Schüler.
1794 heiratete Grosvenor Eleanor Egerton, die einzige Tochter von Thomas Egerton, 1. Earl of Wilton. Das Ehepaar bekam vier Kinder: 1795 wurde Richard, geboren, der 1845 die Adelstitel seines Vaters erbte, 1799 Thomas, der beim Tod seines Großvaters mütterlicherseits 2. Earl of Wilton wurde, und 1801 Robert, der spätere 1. Baron Ebury. Eine Tochter, Amelia, starb noch als Jugendliche.

## Politisches und öffentliches Leben
1788 wurde Robert Grosvenor für zwei Jahre Abgeordneter für das Borough East Looe in Cornwall. In dieser Zeit wurde er zum Lord der Admiraltät ernannt. Bei seiner ersten Rede vor dem House of Commons of Great Britain zitierte er den antiken griechischen Orator Demosthenes, weshalb ihn der Satiriker Peter Pindar „the Lord of Greek“ nannte. Von 1790 bis 1802 saß er als Abgeordneter für Chester im House of Commons. Anlässlich der Koalitionskriege hob er in Westminster ein Regiment von Freiwilligen aus, um gegen Frankreich zu kämpfen, und wurde 1798 zu dessen Major und Kommandant ernannt. Nach dem Tod seines Vaters im Jahre 1802 wurde er 2. Earl of Grosvenor. Von 1807 bis 1808 war er Bürgermeister von Chester und dort verantwortlich für den Bau des Northgate durch den Architekten Thomas Harrison 1810. Von 1798 bis 1845 war er Lord Lieutenant von Flintshire.
Als Grosvenor ins Parlament einzog, war er, der Familientradition folgend, ein Tory und unterstützte William Pitt. Nach dem Tod von Pitt im Jahr 1806 änderte er jedoch seine politische Zugehörigkeit und wechselte zu den Whigs. Er unterstützte die Opfer des Peterloo-Massakers, die Katholikenemanzipation, die Abschaffung der Corn Laws und votierte für den Reform Act 1832, wonach die Wahlkreise neu eingeteilt wurden. Robert Grosvenor galt als Mann von Prinzipien. So setzte er sich für Queen Caroline ein, die von ihrem Mann König Georg IV. öffentlich gedemütigt und angeklagt wurde, und angeblich soll er dem König deshalb eine Bibel oder ein Gebetbuch an den Kopf geworfen haben. Als der Duke of Wellington mit der Freedom of the City von Chester geehrt werden sollte, erlaubte Grosvenor es nicht, das dortige Rathaus für diesen Zweck zu nutzen.
Später verbesserten sich die Beziehungen zwischen Grosvenor und dem König und 1831 wurde er zum Marquess of Westminster erhoben. 1841 wurde er als Knight Companion in den Hosenbandorden aufgenommen.

## Ausbau der Familienanwesen

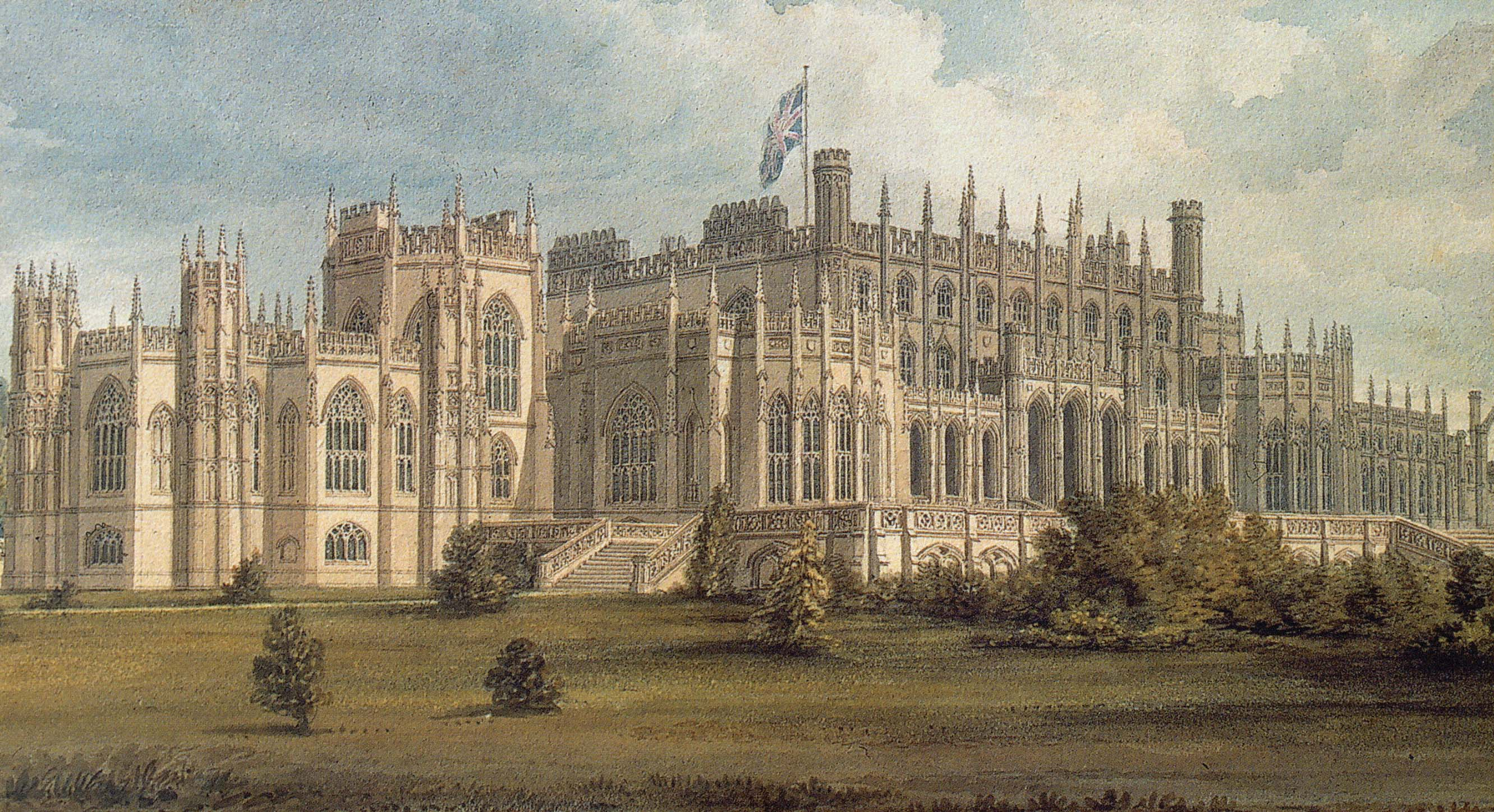
Eaton Hall

Bald nachdem Robert Grosvenor den Grundbesitz in Eaton geerbt hatte, begann er mit dem Wiederaufbau des Landhauses von Eaton Hall in Cheshire. Zudem begann er mit der Ausgestaltung seines Grundbesitzes in London und schuf neue Distrikte, die heute als Belgravia und Pimlico bekannt sind.
Eaton war zu einem „unmodernen und heruntergekommenen Gut“ geworden. Das Landhaus selbst war von dem Architekten William Samwell für Robert Grosvenors Großvater, Sir Thomas Grosvenor, 3rd Baronet, geplant worden. Robert Grosvenor ernannte William Porden zum Architekt, der kurz zuvor auch das Londoner Anwesen begutachtet hatte. Der Originalplan für das neue Haus kostete £10,000 (£750,000 nach heutigem Wert) und danach sollte die Bauzeit zwei Jahre betragen. Tatsächlich dauerte es zehn Jahre, bis er fertig war und es kostete schließlich £100,000 (£4,950,000 nach heutigem Wert). Das frühere Haus wurde gänzlich umgebaut „in jeder möglichen Umsetzung des gotischen Stils“. Der Umbau beinhaltete Tourelles, Fialen, gewölbte Fenster, achteckige Türme und Strebewerke, und es wurden vier neue Flügel an das Haus angebaut. Als die künftige Queen Victoria das Haus 1832 im Alter von 13 Jahren besuchte, schrieb sie in ihr Tagebuch: „Das Haus ist prachtvoll.“ Andere beschrieben es als „die geschmackloseste Sache, die ich jemals sah“ oder „als riesigen Haufen von Möchtegern-Gothik […], ein Monument von Reichtum, Beschränktheit und schlechtem Geschmack“.
Um die Gärten und Außenanlagen wiederherzustellen, verpflichtete Grosvenor den Landschaftsarchitekten John Webb, einen Schüler von William Emes, der die ursprünglichen Anlagen geplant hatte. Auf der östlichen Seite des Hauses wurden neue Terrassen gebaut sowie ein serpentinenförmiger See in der Nähe des Flusses Dee. Die Zufahrtsstraße, Belgrave Avenue, wurde eingeebnet, trockengelegt und 130.000 Bäume an ihr entlang gepflanzt. Die Wege entlang der Auffahrt wurden verbreitert, so dass sie von Kutschen befahren werden konnten. William Andrews Nesfield wurde beauftragt, weitere gärtnerische Anlagen zu planen, und er fügte weitere Terrassen, Balustraden sowie Blumenbeete mit Buchshecken hinzu.

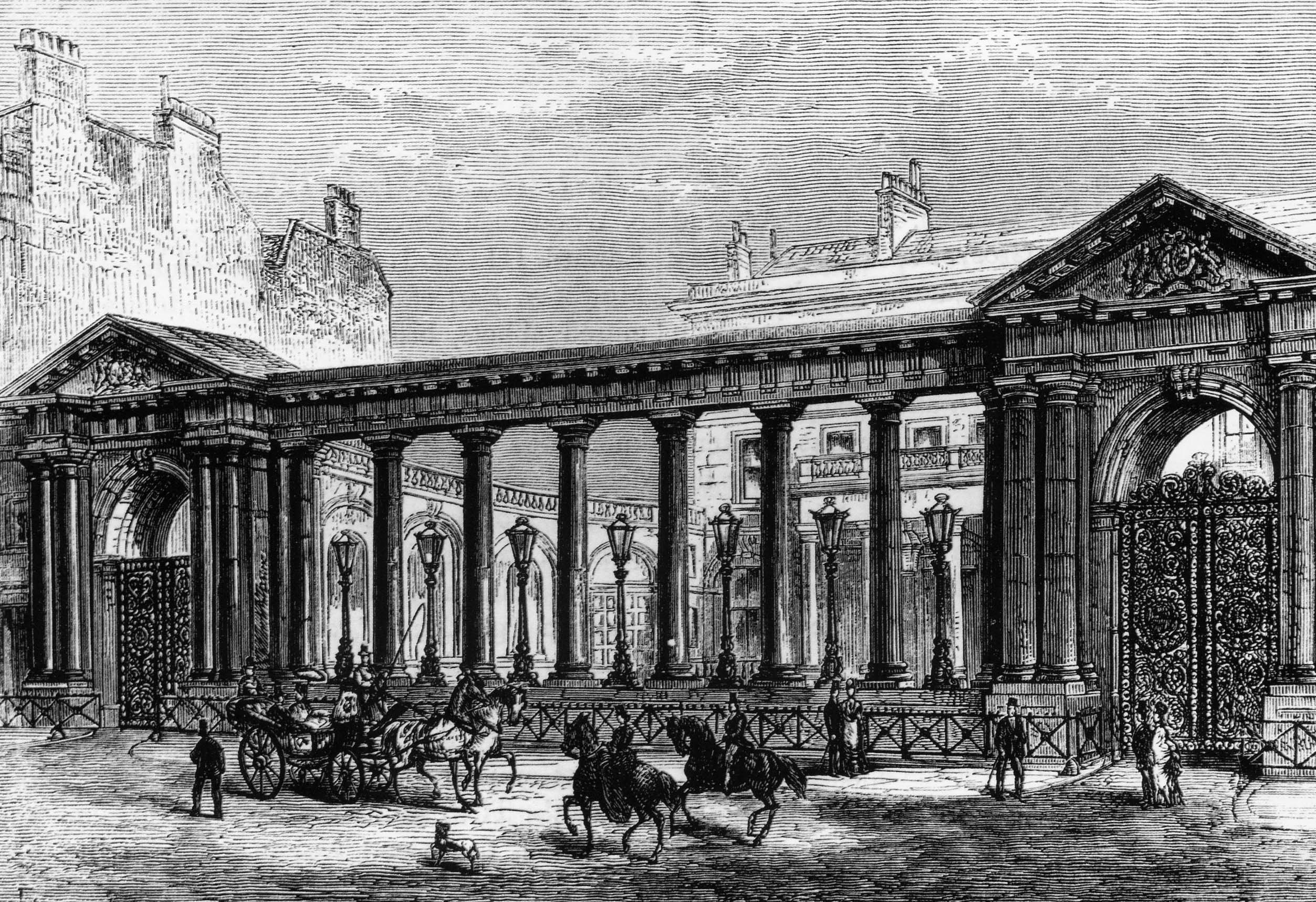
Eingang zum Grosvenor House

Für seinen Londoner Besitz ließ Grosvenor ein „modisches neues Wohnviertel“ in der Nähe des damaligen Buckingham House planen. Er verpflichtete Thomas Cundy als Architekt und Thomas Cubitt als Bauleiter. Im Oxford Dictionary of National Biography heißt es dazu: „Diese städtebauliche Entwicklung machte die Grosvenors zu einer der reichsten Familien in Großbritannien.“ Zudem kaufte Grosvenor weitere Besitzungen in Cheshire, Shaftesbury in Dorset und Stockbridge in Hampshire.
Das Stadthaus der Familie hatte sich in Millbank befunden, aber 1806 kaufte Robert Grosvenor ein Haus in der heutigen Upper Grosvenor Street und ließ es erheblich vergrößern; dieses Gebäude wurde Grosvenor House. Daneben ließ er 1827 ein Kunstmuseum bauen. 1843 bekam Grosvenor House einen neuen Eingang, der aus dorischen Säulen zwischen großen Giebeltoren bestand, die den Cour d'honneur von der Straße abgrenzten, wie es in Paris üblich war.

## Persönliche Hobbys

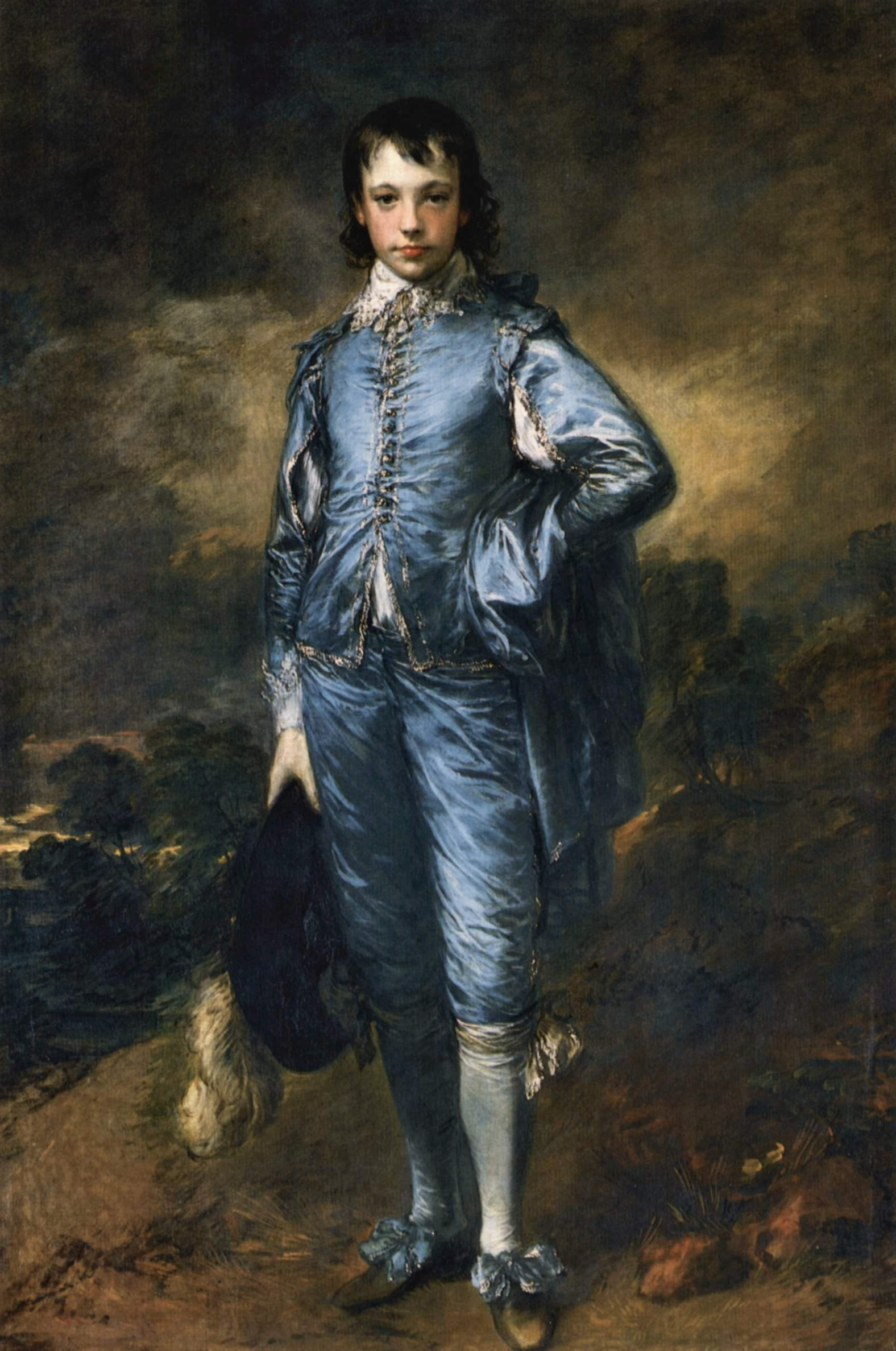
Knabe in Blau von Gainsborough

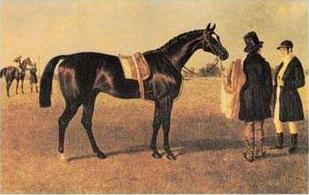
Der Hengst Touchstone

Grosvenor führte das Interesse seiner Familie an Kunst und Pferderennen fort. Er baute die Kunstsammlung aus, indem er etwa vier Gemälde von Peter Paul Rubens für £10,000 erwarb sowie Gainsboroughs Knaben in Blau für £100.
Robert Grosvenor vergrößerte zudem die Pferdezucht in Eaton. Das beste Pferd aus Grosvenors Stall war Touchstone. Der Hengst gewann 16 von 21 Rennen, bei denen er startete, darunter das St. Leger und jeweils zweimal den Ascot Gold Cup sowie den Doncaster Cup. Er zeugte 323 Fohlen, die insgesamt rund 700 Rennen gewannen.

## Tod
Robert Grosvenor starb am 17. Februar 1845 in Eaton Hall und wurde in der Familiengruft in der St Mary's Church in Eccleston beigesetzt. Sein Nachfolger wurde der Sohn Richard Grosvenor. 1998 wurde ein von Jonathan Wylder erstelltes Denkmal auf dem Belgrave Square in London errichtet. Auf dem Fuß des Denkmals ist ein Zitat von John Ruskin zu lesen: „Wenn wir bauen, sollten wir uns vorstellen, dass wir für die Ewigkeit bauen.“ (engl. Original: „When we build let us think we build for ever.“)